# Poncione d'Alnasca
Poncione d'Alnasca är en bergstopp i Schweiz.   Den ligger i distriktet Locarno och kantonen Ticino, i den sydöstra delen av landet, 130 km sydost om huvudstaden Bern. Toppen på Poncione d'Alnasca är 2 301 meter över havet, eller 167 meter över den omgivande terrängen. Bredden vid basen är 1,3 km.
Terrängen runt Poncione d'Alnasca är huvudsakligen bergig. Närmaste större samhälle är Bellinzona, 18,5 km sydost om Poncione d'Alnasca. 
I omgivningarna runt Poncione d'Alnasca växer i huvudsak blandskog. Runt Poncione d'Alnasca är det glesbefolkat, med 12 invånare per kvadratkilometer.